# David Reitze
David Howard Reitze (* 6. Januar 1961) ist ein amerikanischer Physiker. Er ist Professor an der University of Florida und Leiter des LIGO-Experimentes, mit dem Gravitationswellen nachgewiesen wurden.

## Leben
Reitze machte 1983 an der Northwestern University seinen BA in Physik und wurde an der University of Texas at Austin 1990 zum PhD promoviert. Nach Tätigkeiten bei Bell Communications Research und im Lawrence Livermore National Laboratory wurde er an die University of Florida berufen. Von 2007 bis 2011 war er wissenschaftlicher Sprecher des Laser Interferometer Gravitational-Wave Observatory (LIGO) Experimentes. Im August 2011 ließ er sich von der Universität beurlauben, um LIGO als executive director zu leiten und wurde zum senior research associate am CalTech ernannt.
Reitze ist Fellow der American Physical Society (2006) und der Optical Society of America. Für 2017 wurde ihm mit Gabriela González und Peter Saulson der NAS Award for Scientific Discovery zugesprochen – alle drei waren im Lauf der Zeit Sprecher von LIGO. Er ist verheiratet und hat eine Tochter.

## Schriften (Auswahl)
- Advanced Interferometric Gravitational-Wave Detectors. 2 Bde. Hrsg. von David Reitze, Peter Saulson, Hartmut Grote. World Scientific, New Jersey 2019 (100 Years of General Relativity, 5), ISBN 978-981-314-608-2 (Vorschau in der Google Buchsuche).
- Generation, Amplification, and Measurement of Ultrashort Laser Pulses III. Hrsg. von William E. White und D. H. Reitze. SPIE, Bellingham, 1996 (SPIE Proceedings, 2701), ISBN 0-8194-2075-1.